# Visione del colore
La visione del colore è la capacità di un organismo o di una macchina di distinguere oggetti basandosi sulla lunghezza d'onda (o frequenza) della luce che questi riflettono, emettono, o trasmettono. I colori possono essere misurati e quantificati in vari modi; la percezione dei colori di una persona è però un processo soggettivo nel quale il cervello risponde alle stimolazioni prodotte quando la luce incidente reagisce con i diversi tipi di cono presenti nell'occhio. In breve, persone diverse vedono lo stesso oggetto illuminato o la stessa sorgente di luce in modi diversi.

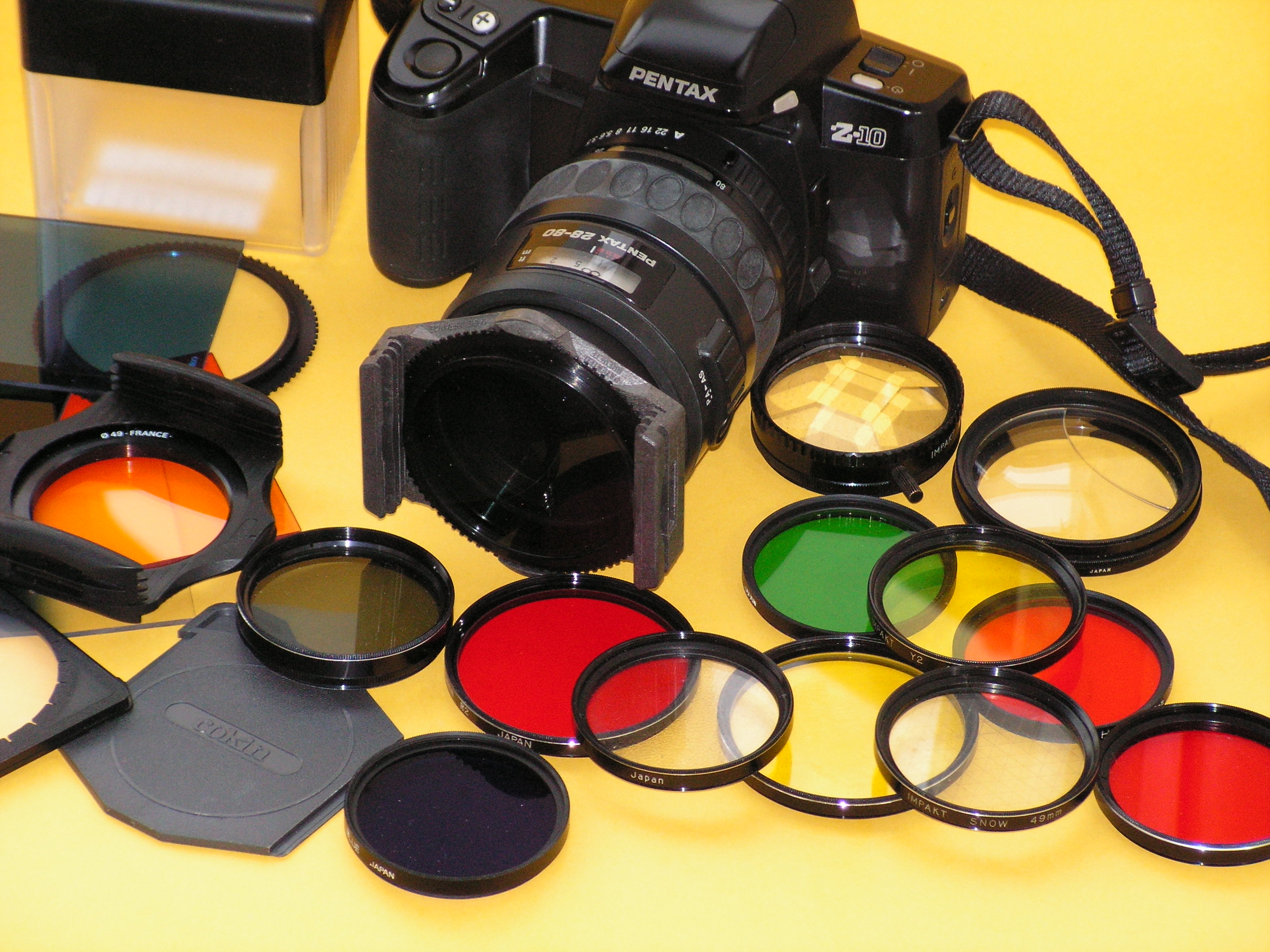
Trasparente, verde, e rosso. Alcuni filtri fotografici come visti ("percepiti") dalla fotocamera

## Lunghezza d'onda e percezione della tonalità
Nella seconda metà del 1600 Isaac Newton scoprì che la luce bianca si scompone nelle sue componenti colorate quando passa attraverso un prisma a dispersione. Newton scoprì anche che poteva ricombinare questi colori facendoli passare attraverso un altro prisma ricostruendo così la luce bianca iniziale.
I colori tipici sono, partendo dalle lunghezze d'onda lunghe fino a quelle corte (e, corrispondentemente, dalla più bassa all'alta frequenza), rosso, arancione, giallo, verde, blu, e viola. Differenze di lunghezza d'onda sufficienti provocano una diversa percezione di tonalità; la differenza minima di lunghezza d'onda percepibile varia da circa 1 nm nelle lunghezze d'onda del blu-verde e giallo, fino a 10 nm e più nelle più lunghe lunghezze d'onda del rosso e in quelle più corte del blu. Malgrado l'occhio umano possa distinguere fino a poche centinaia di tonalità, quando questi colori spettrali puri vengono mescolati assieme o diluiti con la luce bianca, il numero di cromaticità distinguibili può essere molto elevato.
Nei livelli di luce molto bassa, la visione diventa scotopica: la luce viene rilevata dalle cellule bastoncello della retina. I bastoncelli sono sensibili maggiormente a lunghezze d'onda vicine ai 500 nm, e non hanno nessuna, o quasi, influenza sulla visione a colori. In condizioni di luce più elevata, come in luce diurna, la visione diventa fotopica: la luce viene rilevata dai coni che sono responsabili della visione a colori. I coni sono sensibili ad un insieme di lunghezze d'onda, ma sono più sensibili nelle lunghezze d'onda intorno ai 555 nm. Tra queste regioni, entra in gioco la visione mesopica e sia i bastoncelli che i coni forniscono segnali alle cellule retinali. Lo spostamento nella percezione del colore dalla luce crepuscolare alla luce diurna provoca differenze conosciute col nome di effetto Purkinje.
La percezione del "bianco" si forma dall'intero spettro di luce visibile, o mescolando i colori di poche lunghezza d'onda negli animali con pochi tipi di recettori di colore. Nell'uomo, la luce bianca può essere percepita combinando alcune lunghezze d'onda come il rosso, il verde e il blu, o con solo un paio di colori complementari come il blu e il giallo.

Il moderno modello della percezione umana del colore, come questa avviene nella retina, è pertinente sia alla teoria tricromatica che a quella del processo opponente, entrambe introdotte nel XIX secolo.

Lo spettro normalizzato della risposta delle cellule cono umane, rispetto allo spettro delle stimolazioni monocromatiche, con le lunghezze d'onda date in nanometri.

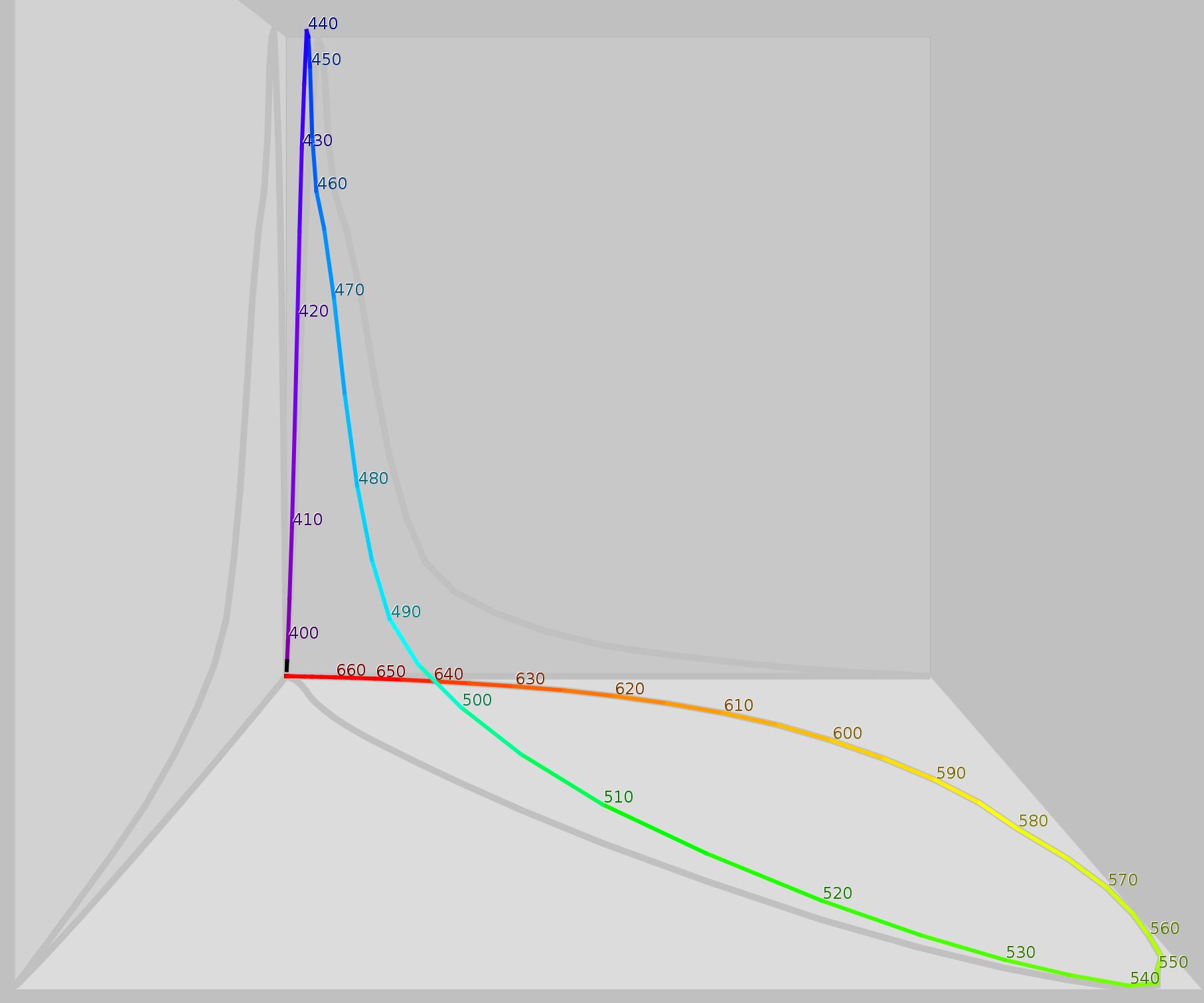
Gli stessi dati di sopra rappresentate qui come singola curva in tre (risposta del cono normalizzata) dimensioni.

Fotopica relativa alla sensibilità alla luminanza del sistema di visione umano come funzione della lunghezza d'onda (funzione di luminosità)

## Fisiologia della percezione del colore
La percezione del colore comincia dalle cellule specializzate presenti nella retina contenenti pigmenti con diverse sensibilità spettrali, conosciute come coni. Negli esseri umani, ci sono di tre tipi di coni sensibili rispettivamente a tre diversi spettri di onde elettromagnetiche, e ciò dà come risultato una visione del colore tricromatica.
Ogni singolo cono contiene pigmenti composti di opsina, una apoproteina che è covalentemente legata alla 11-cis-hydroretinal o più raramente, alla 11-cis-dehydroretinal.
I coni sono convenzionalmente etichettati secondo l'ordine dei picchi delle lunghezze d'onda delle loro sensibilità spettrali: cono tipo corto (S), medio (M), e lungo (L). Questi tre tipi non corrispondono bene a particolari colori come noi li conosciamo. Piuttosto, la percezione del colore viene ottenuta da un processo complesso che comincia con l'uscita differenziale di queste cellule nella retina e viene completato nella corteccia visiva e nelle aree associative del cervello.
Per esempio, mentre i coni L vengono riferiti semplicemente come ricettori del rosso, tecniche di microspettrofotometria hanno mostrato che la loro sensibilità di picco è nella regione giallo-verde dello spettro. Allo stesso modo, i coni S e M non corrispondono esattamente al blu e al verde, malgrado siano spesso descritti in questo modo. Il modello di colore RGB, perciò, è un modo conveniente per rappresentare i colori, ma non è direttamente basato sui tipi di coni presenti nell'occhio umano.
Il picco di risposta delle cellule cono umane varia, anche tra individuo e individuo, dalla cosiddetta visione a colori normale; in alcune specie non umane questa variazione polimorfica è anche maggiore, e può essere anche adattiva.

### Teorie
Due teorie della visione a colori complementari sono la teoria tricromatica e la teoria del processo opponente. La teoria tricromatica, o teoria di Young-Helmholtz, proposta nel XIX secolo da Thomas Young e Hermann von Helmholtz, come menzionato sopra, dice che i tre tipi di coni che costituiscono la retina sono preferibilmente sensibili al blu, verde e rosso. Ewald Hering ha proposto la teoria del processo opponente nel 1872. Essa dice che il sistema visivo interpreta il colore in maniera antagonistica: rosso contro verde, blu contro giallo, nero contro bianco. Entrambe le teorie sono ora accettate come valide, descrivendo stadi differenti nella fisiologia della visione, visualizzata nel diagramma sulla destra. Verde←→ Magenta e Blu←→Giallo sono bilance con bordi mutualmente esclusivi. In maniera analoga al fatto che non può esistere un numero positivo "leggermente negativo", un singolo occhio non può percepire un giallo-bluastro o un verde -rossastro (ma tali colori impossibili possono essere percepiti a causa della rivalità binoculare).
Una successiva teoria dei colori,a volte contrapposta alle precedenti, è stata formulata da Edwin Land basata su un sistema computazionale automatico.

### Cellule cono nell'occhio umano
| Tipo di cono | Nome | Campo      | Picco della lunghezza d'onda |
| ------------ | ---- | ---------- | ---------------------------- |
| S            | β    | 400–500 nm | 420–440 nm                   |
| M            | γ    | 450–630 nm | 534–555 nm                   |
| L            | ρ    | 500–700 nm | 564–580 nm                   |

Un insieme di lunghezze d'onda di luce stimola ognuno di questi tipi di recettori a vari livelli. La luce giallo-verde, per esempio, stimola entrambi i coni L e M con la stessa intensità, mentre stimola debolmente i coni di tipo S. D'altronde, la luce rossa, stimola i coni L molto di più dei coni M, e quasi per niente quelli S; la luce blu-verde stimola i coni M più dei coni L, e i coni S un poco di più, ed è anche lo stimolo di picco per le cellule bastoncelli; e la luce blu stimola i coni S più fortemente della luce rossa o verde, ma i coni L e M più debolmente. La mente combina l'informazione da ogni tipo di ricettore dando origine a diverse percezioni di varie lunghezze d'onda di luce.
Le opsine (fotopigmenti) presenti nei coni L e M sono codificate sul cromosoma X; codifiche difettose di questo portano ai due forme più comuni di daltonismo. Il gene OPN1LW, che codifica l'opsina presente nei coni L, è altamente polimorfico (un recente studio di Verrelli e Tishkoff ha trovato 85 varianti in un campione di 236 uomini). Una percentuale molto piccola di donne può avere un tipo di recettore di colore extra possedendo alleli diversi per il gene della opsina L su ogni cromosoma X. L'inattivazione del cromosoma X significa che solo una opsina viene espressa in ogni cono, ed alcune donne possono perciò mostrare un grado di visione a colori tetracromatica. Le variazioni nel gene OPN1MW, che codifica l'opsina espressa nei coni M, sembrano essere rare, e le varianti osservate non hanno effetto sulla sensibilità spettrale.

### Il colore nella mente umana

Percorsi visivi nel cervello umano. Il flusso dorsale (in verde) è importante nel riconoscimento del colore. Il flusso ventrale (in viola) è anch'esso visibile. Essi sono originati da una sorgente comune nella corteccia visiva.

L'elaborazione dei colori inizia a un livello molto precoce nel sistema visivo (anche all'interno della retina) attraverso i primi meccanismi di colori avversari. Sia la teoria tricromatica di Helmholtz, che quella del processo opponente di Hering sono perciò corrette, ma la tricromatica ha luogo a livello dei recettori, mentre i processi opponenti al livello delle cellule ganglio retinali e oltre. Nella teoria di Hering il meccanismo degli avversari si riferisce all'effetto avverso del colore del rosso–verde, blu–giallo, e luce–buio. Comunque, nel sistema visivo, sono le attività dei diversi tipi di recettori che sono avversarie. Alcune minuscole cellule ganglio retinali sono antagoniste all'attività dei coni L e M, che corrispondono grossolanamente all'antagonismo al rosso-verde, ma in realtà corrono lungo un asse dal blu-verde al magenta. Piccole cellule ganglio bistrato fanno antagonismo rispetto all'ingresso dai coni S fino a quello dai coni L e M. Ciò è spesso ritenuto corrispondere all'antagonismo blu–giallo, ma in realtà corre lungo un asse di colore dal lime-verde al viola.

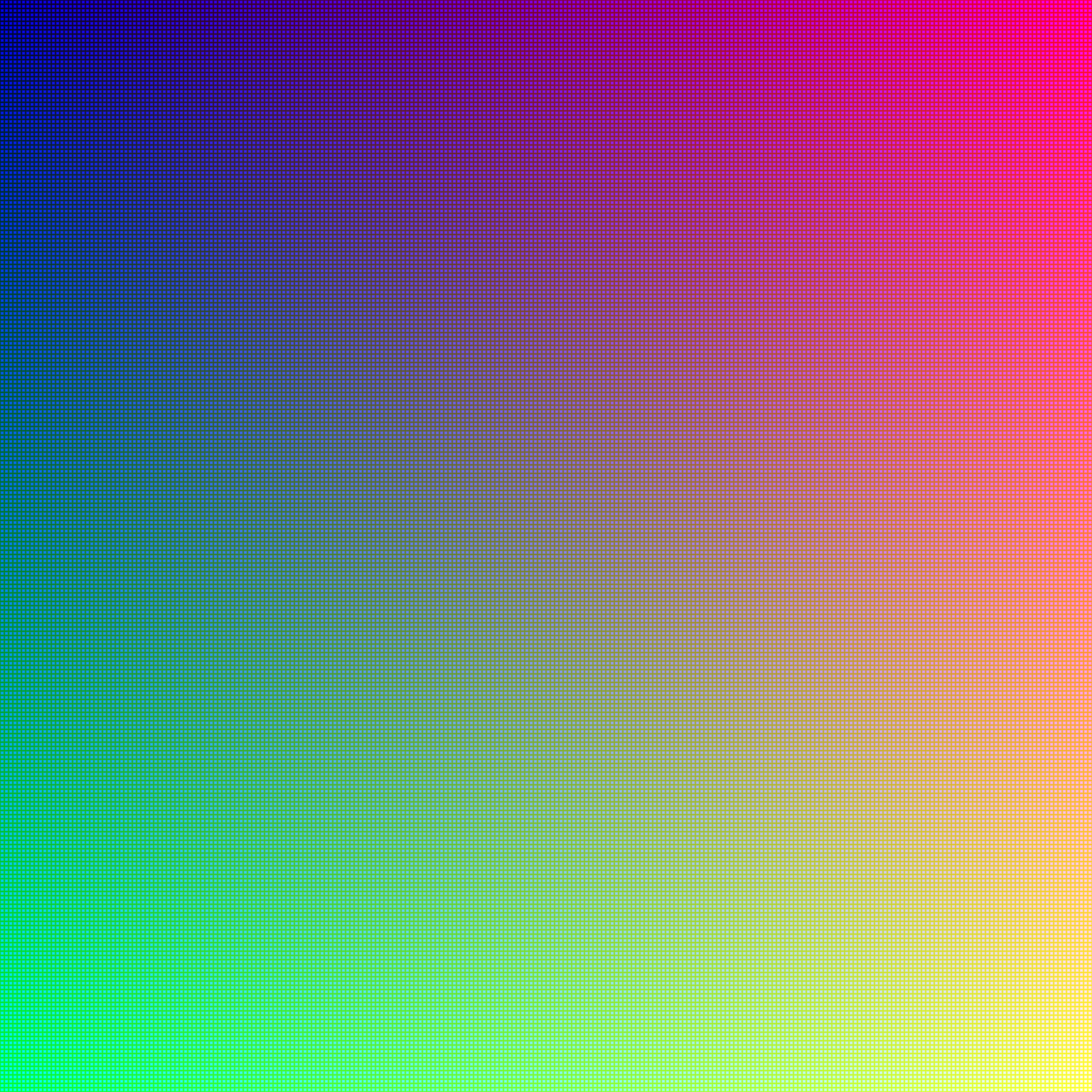
Se visualizzata nella sua dimensione piena, questa immagine contiene circa 16 milioni di pixel, ognuno corrispondente ad un colore diverso nell'insieme completo di colori RGB. L'occhio umano può distinguere circa 10 milioni di colori diversi.

## Adattamento cromatico
Nella scienza del colore, l'adattamento cromatico è la stima della rappresentazione di un oggetto sotto una diversa sorgente di luce da quella sotto la quale questo era stato registrato. Un'applicazione comune è trovare una trasformazione di adattamento cromatico (CAT) che farà in modo di rendere la registrazione di un oggetto neutro come neutra (bilanciamento del colore), mantenendo nel contempo gli altri colori di aspetto realistico. Per esempio, le trasformazioni di adattamento cromatico vengono usate durante la conversione di immagini tra profili ICC con punti del bianco diversi. Adobe Photoshop, per esempio, usa la CAT Bradford.
Nella visione a colori, l'adattamento cromatico si riferisce alla costanza del colore; cioè l'abilità del sistema visivo di conservare l'aspetto di un oggetto sottoposto ad una vasta varietà di sorgenti luce diverse.